# Psophodes nigrogularis
Psophodes nigrogularis là một loài chim trong họ Psophodidae.